# Josep Maria Beà
Pour les articles homonymes, voir Bea.
Josep Maria Beà i Font (1942-) est un auteur de bande dessinée espagnol. Outre des variations sur nom, il a utilisé de nombreux pseudonymes, comme Sánchez Zamora, Pere Calsina Norton ou Las Percas.

## Biographie
Formé à l'agence Selecciones Ilustradas, il y réalise dans les années 1970 de nombreuses histoires d'horreur, de science-fiction et fantastiques. Dans les années 1980, il se spécialise dans la didactique de la bande dessinée et l'édition tout en réalisant diverses histoires noires et érotiques. Il se diversifie ensuite vers la télévision, les romans, la musique, etc. tout en continuant à œuvre dans le monde de la bande dessinée.

## Publications

### Albums en français
- La Sphère cubique, Les Humanoïdes associés, coll. « Métal hurlant », 1983  (ISBN 2731602244).